# Protorthodes utahensis
Protorthodes utahensis är en fjärilsart som beskrevs av Smith 1887. Protorthodes utahensis ingår i släktet Protorthodes och familjen nattflyn. Inga underarter finns listade i Catalogue of Life.